# 埃克朗斯
埃克朗斯（法語：Éclance，法語發音：[eklɑ̃s]）是法国奥布省的一个市镇，属于奥布河畔巴尔区。

## 地理
埃克朗斯（48°18'22"N, 4°38'4"E）面积11.48 平方千米，位于法国大東部大區奥布省，该省份为法国中北部省份，北起马恩省，西接塞纳-马恩省，西南至约讷省，东南至科多尔省，东临上马恩省。
与埃克朗斯接壤的市镇（或旧市镇、城区）包括：阿尔松瓦勒、博桑库尔、珀蒂梅尼勒、特拉讷、韦尔农维利耶。

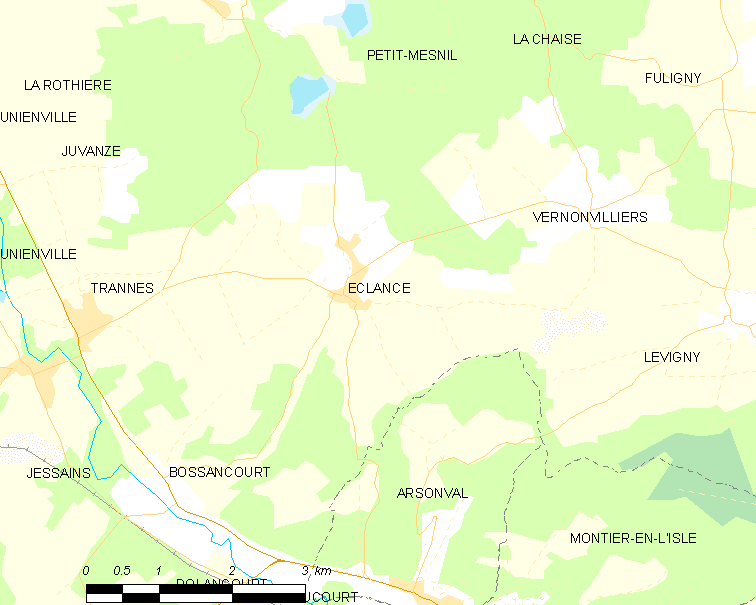
埃克朗斯的OSM定位图

埃克朗斯的时区为UTC+01:00、UTC+02:00（夏令时）。

## 行政
埃克朗斯的邮政编码为10200，INSEE市镇编码为10135。

## 政治
埃克朗斯所属的省级选区为奥布河畔巴尔县。

## 人口

1962-2008年间埃克朗斯人口变化图示

埃克朗斯于2022年1月1日时的人口数量为87人。